# Dubois (Idaho)
Dubois is een plaats (city) in de Amerikaanse staat Idaho, en valt bestuurlijk gezien onder Clark County.

## Demografie
Bij de volkstelling in 2000 werd het aantal inwoners vastgesteld op 647.
In 2006 is het aantal inwoners door het United States Census Bureau geschat op 624, een daling van 23 (-3,6%).

## Geografie
Volgens het United States Census Bureau beslaat de plaats een oppervlakte van
5,8 km², geheel bestaande uit land. Dubois ligt op ongeveer 1569 m boven zeeniveau.

## Plaatsen in de nabije omgeving
De onderstaande figuur toont nabijgelegen plaatsen in een straal van 52 km rond Dubois.